# Suparinpei
Suparinpei (壱百零八手, Sūpārinpei te, cento e oito mãos)[a] é um kata do caratê. Típico do  Naha-te, praticado no Goju-ryu, no Shito-ryu e na JKS de Tetsuhiko Asai.

## História
É dito que o Kata Suparinpei foi incorporado ao Naha-te pelo mestre Kanryo Higaonna, que o aprendeu quando foi estudar na China, em Fuchou. Seu nome original seria Pecchurin (百步连, cem movimentos juntos), mas foi renomeado pelo mestre Chojun Miyagi.
O número 108 é muito importante para o budismo, que corresponderia às 108 inclinações para o mal a que se sujeita a existência humana. O número 108 adviria do cálculo 36 x 3, que, segundo o Budismo, encarnam as 108 más inclinações que tentam o espírito.
Em forma de lenda, se conta que até os idos de 1600 existia na China um grupo de guerreiros peregrinos que percorriam todo o país, a consertar o que julgavam errado e eventualmente subtraindo de ricos e abastados para distribuir aos pobres, de molde mui similar ao contado na lenda de Robin Hood. E o grupo era formado por 108 homens, que se faziam conhecer como «as 108 mãos».
Esta lenda é referenciada no Livro "The Water Margin" Margem da Água- Os fora da lei do pântano -  com filmes e series do mesmo nome: Lin Chong: "Não despreze a cobra por não ter chifre, pois nunca saberá se esta não se tornará um dragão - assim, pode um homem tornar-se um exercito!"
Hyakuhachiho
A escola JKS (Japan Karate Shoto Federation) do mestre Tetsuhiko Asai do estilo Shotokan, passou a praticar o Suparinpei mas de maneira adaptada a seu escopo, com a denominação de Hyakuhachiho (百八歩), que nada mais é do que uma leitura em japonês dos Kanjis pois a leitura Suparinpei é feita em uchinaguchi, a língua de Okinawa .

## Características
Trata-se de um kata muito extenso e que introduz duas formas de chute, para frente em salto e em forma de semi-círculo.